# 维莱吉兰
维莱吉兰（法語：Villers-Guislain，法語發音：[vilɛʁ ɡilɛ̃]）是法国上法蘭西大區北部省的一个市镇，属于康布雷区。

## 地理
维莱吉兰（50°2'24"N, 3°9'20"E）面积11.27 平方千米，位于法国上法蘭西大區北部省，该省份为法国最北部的省份及最长的省份，西北濒北海，西接加来海峡省，南至埃纳省和索姆省，东与比利时接壤。
与维莱吉兰接壤的市镇（或旧市镇、城区）包括：戈讷略、邦特、古佐库尔、埃斯科河畔奥讷库尔、埃佩伊、厄迪库尔。

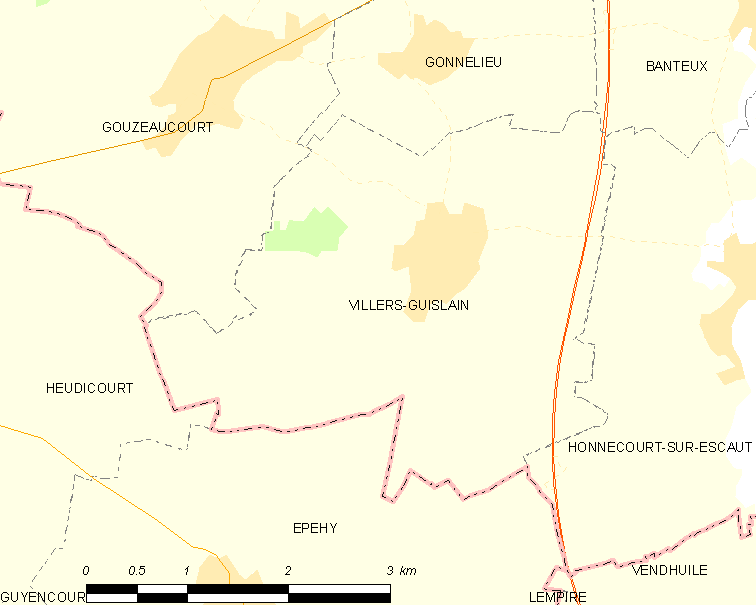
维莱吉兰的OSM定位图

维莱吉兰的时区为UTC+01:00、UTC+02:00（夏令时）。

## 行政
维莱吉兰的邮政编码为59297，INSEE市镇编码为59623。

## 政治
维莱吉兰所属的省级选区为勒卡托康布雷西县。

## 人口

1962-2008年间维莱吉兰人口变化图示

维莱吉兰于2022年1月1日时的人口数量为682人。